# Eugen Angelescu
Eugen I. Angelescu (* 4. Januar 1896 in Nascut bei Râmnicu Vâlcea; † 19. Februar 1968 in Bukarest) war ein rumänischer Chemiker (Organische Chemie, Kolloidchemie, Physikalische Chemie).

## Leben
Angelescu studierte ab 1913 an der Universität Bukarest, unterbrochen vom Wehrdienst im Ersten Weltkrieg ab 1916 als Pionieroffizier, von 1920 bis 1924 an der Universität Rom, an der er 1922 bei Emanuele Paternò (und Pietro Leone) promoviert wurde. Ab 1919 war er Assistent und nach der Habilitation 1929 Dozent für Physikalische Chemie an der Universität Bukarest, an der er 1930 außerordentlicher Professor und 1936 ordentlicher Professor für Organische Chemie wurde.
Er war ab 1938 korrespondierendes und ab 1953 volles Mitglied der Rumänischen Akademie und 1935 Gründungsmitglied der Rumänischen Akademie der Wissenschaften (Academia de Științe din România).
Er war mit der Chemikerin Elena Angelescu verheiratet und hatte drei Kinder.

## Werk
Er gilt als Begründer der Kolloidchemie in Rumänien und entdeckte den nach ihm benannten Angelescu-Effekt. Er studierte die kolloiden Eigenschaften (Viskosität, Oberflächenspannung) von Seifenlösungen (für verschiedene Fettsäuren) mit Kresolen und fand ein Maximum der Viskosität bei Variation des Kreosol-Gehalts. Er erklärte das Maximum der Viskosität bei mittleren Dispersionsgraden als Folge einer Lysosorption (Absorption auf Oberflächen), also dem gleichzeitigen Wirken von zwei Lösungs-Mechanismen, einem äußeren – dem gewöhnlichen Lösungsvorgang in einer polaren Flüssigkeit entsprechend – und einem inneren, entsprechend einer Art Quellung (Eindringen der Lösungsmoleküle in die Teilchen). Die erste Arbeit dazu erschien 1930.
Neben Lösungen und Dispersionen – wobei er auch den Furfurol-Punkt zur Charakterisierung von Pflanzenölen einführte (Furfurol ist ein Lösungsmittel bei der Ölraffination) – befasste er sich mit Organischer Chemie, besonders aromatische Amine.

## Schriften
- Einführung in die physikalische Chemie, 1940 (rumänisch)